# Phyllomys brasiliensis
Espèce
Statut de conservation UICN

 EN B1ab(iii) : En danger
Phyllomys brasiliensis est une espèce de rongeurs de la famille des Echimyidae. Ce petit mammifère est un rat épineux arboricole. Endémique du Brésil, on ne le rencontre que dans des forêts fragmentées et situées uniquement dans l'état de Minas Gerais. Avec un habitat réduit, ce rat dont les populations déclinent est en danger de disparition.
Cette espèce a été décrite pour la première fois en 1840 par le zoologiste danois Peter Wilhelm Lund (1801-1880). 
Synonymes :
- Phyllomys armatus Winge, 1887[2]
- Echimys braziliensis (Waterhouse, 1848)[3]
- Loncheres armatus Winge, 1887[3]
- Nelomys brasiliensis[réf. souhaitée]